# Distretto di Gubba
Il distretto di Gubba (in arabo: شعبية القبة) è stato uno dei 32 distretti della Libia; con la riforma del 2007 è entrato a far parte del distretto di Derna.
Si trovava nel nord est del paese, nella regione storica della Cirenaica. Il capoluogo era Gubba; altra città importante era Al Abrag.
Il distretto di Gubba confinava a nord con il Mar Mediterraneo e con i distretti di:
- Distretto di Derna a nord-est
- Distretto di al-Butnan a est
- Distretto di al-Wahat a sud
- Distretto di al-Jabal al-Akhdar a ovest